# Culturele analyse
Culturele analyse is de discipline die filosofische analyse toepast op allerlei vormen van culturele uiting, zoals literatuur, architectuur of televisie, om trends, invloeden en effecten binnen een cultuur nader te onderzoeken. Het is een zeer interdisciplinair vakgebied, dat behalve met de filosofie ook raakvlakken vertoont met antropologie en literatuurwetenschap.
Binnen de culturele analyse kunnen 4 centrale thema's worden onderscheiden:
1. Adaptatie en verandering: hoe de nabije omgeving door een cultuur zo wordt aangepast dat de cultuur zelf optimaal kan worden uitgeoefend.
2. Overlevingstactiek: hoe een cultuur haar aanhangers helpt te overleven.
3. Holisme: het vermogen om waarnemingen op coherente wijze te presenteren.
4. Expressie: de manier waarop de cultuur in het dagelijks leven tot uiting komt.